# Rozz Williams
Rozz Williams, pseudonimo di Roger Alan Painter (Pomona, 6 novembre 1963 – West Hollywood, 1º aprile 1998), è stato un cantante statunitense, fondatore dei Christian Death.

## Biografia

### Primi anni
Nasce in una famiglia di anabattisti del sud degli Stati Uniti, dove riceve una rigida educazione religiosa. Cresce ascoltando la musica di David Bowie, Roxy Music, T. Rex, Alice Cooper, Iggy Pop, Velvet Underground e The New York Dolls. Verso la fine degli anni settanta si innamora della cultura punk e dell'arte dei dadaisti e inizia ad esibirsi all'età di 16 anni, prendendo il nome d'arte "Rozz Williams" da una lapide nel cimitero della sua città.

### Christian Death
Nei suoi primi gruppi, The Crawlers, No, The Upsetters, The Asexuals, Williams canta, suona la chitarra e l'organo. Insieme a un amico di nome Jay, forma i Daucus Karota (nome che verrà riutilizzato più avanti per un altro progetto), ma la cosa dura poco. In seguito, con lo stesso Jay, nell'ottobre 1979 forma i Christian Death, che, negli anni a seguire, vedrà una serie di musicisti alternarsi, tra cui l'ex Pompei 99 Valor Kand, l'ex Adolescents Rikk Agnew, ed Eva O.
Nel 1985, dopo le registrazioni dell'album Ashes, Williams abbandona il progetto lasciando Kand alla guida del gruppo, che si trasferirà in Europa, dove continuerà a produrre album.
Di quel periodo, Williams ricorda:

### Shadow Project
Abbandonato il progetto Christian Death, forma, con Chuck Collison, gli Happier Place on Earth, un progetto artistico che in seguito si tramuta in etichetta discografica personale con la quale pubblicare materiale proprio su musicassetta. Poco dopo rimette in piedi i Premature Ejaculation, i quali però, a causa della scarsa affluenza di pubblico per via della eccessiva violenza delle esibizioni dal vivo, si sciolgono nuovamente.
In seguito, con la moglie Eva O., forma un nuovo gruppo, gli Shadow Project, con Barry Galvin (poi nei Mephisto Walz) alla chitarra, Paris alle tastiere, Thomas Morgan alla batteria e la ex Superheroines, poi con le Hole, Jill Emery al basso.
Dopo una lunga serie di vicissitudini e problemi causati dall'eccessivo uso di stupefacenti, Williams ed Eva O. si trasferiscono da Los Angeles nella zona alta di Las Vegas.
Nel 1997, Williams lavora alla stesura di un cortometraggio, Pig, che uscirà postumo nel 1999, a un anno dalla sua morte.
Lo stesso anno viene coinvolto nel progetto EXP nell'insolito ruolo di bassista, affiancato da Paris.

### Morte
Rozz Williams viene trovato impiccato il primo aprile 1998 nel suo appartamento.

## Vita privata
Nel 1980 conosce Eva O. delle Superheroines, che chiamerà a convivere con lui e il suo compagno Ron Athey. Williams ed Eva O. si sposeranno nel 1988 e divorzieranno nel 1993.

## Discografia

### Con i Christian Death
Album in studio
- 1982 - Only Theatre of Pain
- 1984 - Catastrophe Ballet
- 1985 - Ashes
- 1992 - The Iron Mask
- 1993 - The Path of Sorrows
- 1994 - The Rage of Angels

EP
- 1981 - Deathwish

Singoli
- 1992 - Skeleton Kiss
- 1992 - Spiritual Cramp (split-tape con i Sex Gang Children)

Album live
- 1984 - Catastrophe Ballet Live
- 1986 - The Decomposition of Violets
- 1990 - Heavens and Hells
- 1993 - Iconologia
- 1993 - Sleepless Nights
- 1994 - The Doll's Theatre

Raccolte
- 1993 - Mandylion (solo in Europa come "Christ Death feat. Rozz Williams")
- 1993 - Invocations 1981-1989 (registrazioni d'archivio live e studio)
- 1999 - The Best of Christian Death
- 2005 - Death Club 1981-1993
- 2008 - Six Six Sixth Communion

### Con gli Shadow Project
Album in studio
- 1991 - Shadow Project
- 1992 - Dreams for the Dying
- 1998 - From the Heart
- 2005 - The Original

Album live
- 1994 - In Tuned Out - Live '93

## Videografia

### Con gli Shadow Project
- 2005 - And Then There Was Death